# Cristiana de Sajonia-Merseburgo
Cristiana de Sajonia-Merseburgo (1 de junio de 1659 - 13 de marzo de 1679) fue una noble alemana miembro de la Casa de Wettin y por matrimonio Duquesa de Sajonia-Gotha-Altenburgo.
Nacida en Merseburgo, era hija del Duque Cristián I de Sajonia-Merseburgo y de su esposa Cristiana de Schleswig-Holstein-Sonderburg-Glücksburg.

## Biografía
En Merseburgo el 13 de febrero de 1677 Cristiana contrajo matrimonio con el Duque Cristián de Sajonia-Gotha-Altenburgo. Ambos pertenecían a la Casa de Wettin: ella era miembro de la línea Albertina mientras que él pertenecía a la rama Ernestina. La pareja se estableció en Eisenberg en el Castillo de Christianburg.
Dos años después, el 4 de marzo de 1679, ella dio a luz a una hija, llamada Cristiana igual que ella y posteriormente esposa del Duque Felipe Ernesto de Schleswig-Holstein-Glücksburg; sin embargo, nueve días después (13 de marzo) murió de complicaciones de parto a la edad de 19 años, probablemente de fiebre puerperal. Fue enterrada en la Catedral de Merseburgo. En su honor, su marido construyó la iglesia del castillo de la Santísima Trinidad (en alemán: Schlosskirche St. Trinitatis) en el Castillo de Christianburg.